# Walter Merkan
Reinhard Walter Merkan (* 2. August 1908 in Berlin; † 4. Februar 1975 ebenda) war ein deutscher Radrennfahrer und nationaler Meister im Radsport.

## Sportliche Laufbahn
Merkan war im Straßenradsport aktiv. Er begann 1925 mit dem Radsport im Verein „RV Torpedo Berlin“, der Mitglied in der Deutschen Radfahrer Union (DRU) war. 1928 wechselte er zum „BRC Opel Berlin“. Er gewann die Eintagesrennen Berlin–Landsberg und den Großen Dixi-Preis. 1929 holte er einen Etappensieg bei Köln–Berlin. Im Großen Opel-Preis wurde er Zweiter hinter Erich Metze. 1929 wechselte er zum Berliner Bicycle Club Germania 1883 und damit in den Bund Deutscher Radfahrer. Er siegte bei Berlin–Neustrelitz–Berlin vor Walter Hoffmann. Weitere Siege gelangen ihm in jener Saison im Großen Straßenpreis von Hannover, bei Quer durch die Thüringer Lande und bei Rund um Schneidmühl. 1929 wurde er Zweiter der nationalen Meisterschaft im Straßenrennen der Amateure hinter Rudolf Risch. In der Meisterschaft im Mannschaftszeitfahren wurde er 1929 Dritter.
Sein bedeutendster Erfolg war der Sieg bei Rund um Berlin 1930. Im Rennen Berlin–Cottbus–Berlin gewann Merkan den Zielsprint, wurde aber vom Wettkampfgericht distanziert. Berlin–Leipzig gewann Merkan vor Rudolf Risch und den Großen Straßenpreis von Bielefeld gewann er ebenfalls in jener Saison. Bei Cottbus–Görlitz–Cottbus wurde er Zweiter. Merkan siegte zudem im Großen Straßenpreis von Lingen und im Straßenrennen der Deutschen Kampfspiele in Breslau. Nach diesen Erfolgen erhielt Merkan die Nominierung in die Nationalmannschaft des Bundes Deutscher Radfahrer.
Merkan blieb während seiner gesamten sportlichen Laufbahn Amateur. 1932 gab er den Radsport aus beruflichen Gründen auf.